# Mitiaro
Mitiaro är en av Cooköarna och är belägen ungefär 50 km nordöst om Atiu. Runt ön går ett fält med förstenad korall (makatea) som är mellan 6 och 9 meter höga. Ön är den fjärde största med 6,4 km på sitt bredaste ställe. Mitten av ön är nästan platt och ganska träskartad med två sötvattensjöar. Det finns bara en by på ön och de är på västkusten. Landningsbanan är belägen längst upp i norr dit man kan flyga med Air Rarotonga som har tre flygningar till Mitiaro i veckan.
Man kan också ta sig till ön med fraktbåtarna. Dessa båtar avgår från Avarua på Rarotonga en gång i månaden. Turen som går förbi Atiu, Mauke och Mitiaro tar fem dagar.
Kung under perioden 1994 till 2000 var Ken Hodson (brittisk medborgare, ingift i den Mitarianska konungaätten 1994).